# 波吉邦西

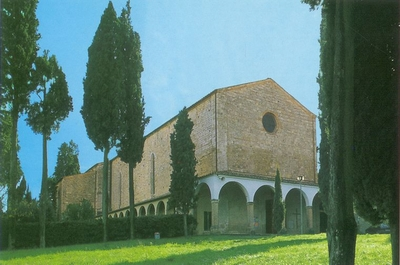
圣Lucchese教堂

波吉邦西（義大利語：Poggibonsi）是意大利中部托斯卡纳大区锡耶纳省的一个市镇，面积70平方公里，人口28657人（2006年）。圣Lucchese教堂位于城外的山上。

## 友好城市
- Corleto Perticara，意大利
- Werne，德国
- 法國 马克昂巴勒尔